# Liste des commanderies templières dans le Latium
Cette liste recense les anciennes commanderies et maisons de l'ordre du Temple dans l'actuelle région du Latium (Lazio) en Italie.

## Histoire et faits marquants
On ne sait pas précisément quand les templiers se sont installés en Italie. Les historiens sont divisés: certains pensant que ce fut en 1131 à Messine, d'autres a S. Maria del Aventino à Rome en 1138, d'autres enfin a S. Maria du Temple de Milan en 1134.
En 1177, le traité de Venise marque l'indépendance des États pontificaux dont Rome était la capitale vis-à-vis du Saint-Empire romain germanique. C'est aussi la fin du schisme de l'église catholique initié en 1159 avec la nomination comme antipape de Victor IV et conclut en 1180 avec Innocent III qui ne fut jamais reconnu. Le Pape Alexandre III rentrant à Rome en 1178.
Le siège de la province d'Italie, dite de Lombardie (Nord et centre de l'Italie) se trouvait également à Rome, à {Santa Maria del Aventino sur le mont Aventin. Mais ce ne fut pas toujours le cas. Le maître de cette province résidait parfois au palais du Latran, résidence des Papes comme, Hugues de Verceil qui y fit même la réception de nouveaux frères,.
Une partie du Latium, au Nord de Rome, correspondait au patrimoine de Saint Pierre et les biens appartenant aux templiers étaient administrés par un précepteur, responsable de cette baillie. L'un d'entre eux fut également précepteur de la commanderie de San Giustino d'Arna en Ombrie. L'existence d'une autre baillie correspondant à Rome et les terres aux alentours est également attestée par les pièces du procès de l'ordre du Temple. 
Puis ce sont les relations conflictuelles entre le Saint-Empire Romain germanique et la papauté qui eurent un impact sur la présence templière dans cette région.
La signature en 1229 du traité de Jaffa entre le sultan Al-Kâmil et Frédéric II de Hohenstaufen, par lequel ce dernier prenait possession de la ville et du royaume de Jérusalem, souleva les protestations des Templiers et des Hospitaliers, car Frédéric II était alors sous le coup d'une excommunication prononcée par Grégoire IX en 1227.
L'empereur confisqua en représailles tous les biens de ces deux ordres militaires dans le Saint-Empire, se rendit en Italie et entreprit l'invasion des États pontificaux (à savoir le Latium, l'Ombrie et les Marches). Il marcha ensuite sur Rome en 1241, pour empêcher la tenue du conseil devant valider sa seconde excommunication demandée par le pape Grégoire IX. Mais celui-ci mourut, et l'empereur mis provisoirement fin au siège de Rome.

Au moment du procès de l'ordre du Temple, Pierre de Bologne, qui était procureur de l'ordre à Rome, fut désigné comme l'un des quatre représentants chargés de défendre l'ordre lors d'une commission pontificale qui se tint à l'abbaye Sainte-Geneviève de Paris,.

## Possessions templières
* château ⇒ Ch, baillie (Commanderie principale) ⇒ B, Commanderie ⇒ C, Maison du Temple aux ordres d'un précepteur ⇒ M.
| Rang | Etablissement                | Ville actuelle (ou à proximité)            | Observations |
| ---- | ---------------------------- | ------------------------------------------ | --- |
| Ch   | Abbadia di Vulci             | Vulci                                      | 42° 30′ 18″ N, 11° 54′ 59″ E |
| Ch   | Acquapendente                | Acquapendente                              | don du pape Boniface VIII en 1297,. ne subsiste que la tour Julia de Jacopo, récemment restaurée 42° 44′ 32″ N, 11° 52′ 18″ E             |
| M    | Castellaraldo                | Marta                                      | 41° 32′ 45″ N, 13° 31′ 17″ E |
| M    | Ceprano                      | Ceprano                                    | Église San Paterniano, détruite en 1779 et remplacée par l'église Santa Maria maggiore 41° 32′ 45″ N, 13° 31′ 17″ E                       |
| Ch   | San Felice Circeo (it)       | San Felice Circeo                          | ne subsiste que la Torre dei Templari dans un quartier piéton, 41° 13′ 59″ N, 13° 05′ 20″ E                                               |
| B    | Sainte-Marie de l'Aventin    | Aventin (Rome)                             | Devenue la Villa du prieuré de Malte Voir aussi église Santa Maria del Priorato, 41° 53′ 00″ N, 12° 28′ 39″ E                             |
| M    | San Benedetto di Burlegio    | « Burlegio », à proximité de Montefiascone | Toponyme disparu et non localisé |
| M    | San Germano                  | Cassino                                    | Oratoire et église San Angelo de Canutio Actuellement dans le Latium mais se trouvait dans l'ancienne terre de Labour (royaume de Sicile) |
| M    | San Guilio                   | Civitavecchia                              | Activité portuaire possible , 42° 06′ 43″ N, 11° 50′ 32″ E                                                                                |
| M    | San Matteo di Corneto        | Tarquinia                                  | Activité portuaire et salines , |
| M    | San Savino                   | Tuscania                                   | [ 26 ] |
| M    | Sancta Maria ad Templum (it) | Valentano                                  | , |
| M    | Santa Maria di Sutri (it)    | Sutri                                      | [ 30 ] |
| B    | Santa Maria in Capita        | Bagnoregio                                 | Appelée aussi « La Magione » , |
| Ch   | Tour Pagnotta (it)           | Cecchignola (Rome)                         | [ 33 ] |
| ?    | Valvisciolio                 | Sermoneta                                  | , |
| M    | Vetralla                     | Vetralla                                   | [ 21 ] |
| M    | Viterbe                      | Viterbe                                    | [ 21 ] |

| Localisation dans le Latium (Liens vers les articles correspondants) |
| --- |
| \| Abruzzes Toscane Ombrie Marches M. Camp anie Abbadia · di Vulci Acquapendente Castellaraldo Ceprano S.M. in Capita Circeo Tour Pagnotta Sainte-Marie · de l'Aventin S.M. di Sutri San Guilio Valvisciolo Lariano S. Maria · ad Templum S. Matteo · di Corneto San Savino Vetralla Viterbe San Germano \| |
| Abruzzes Toscane Ombrie Marches M. Camp anie Abbadia · di Vulci Acquapendente Castellaraldo Ceprano S.M. in Capita Circeo Tour Pagnotta Sainte-Marie · de l'Aventin S.M. di Sutri San Guilio Valvisciolo Lariano S. Maria · ad Templum S. Matteo · di Corneto San Savino Vetralla Viterbe San Germano       |

### Possessions douteuses ou à confirmer
Ci-dessous une liste de biens pour lesquels l'appartenance aux templiers n'est pas étayée par des preuves historiques:
- Lariano: Château détruit en 1436. Possession supposée mais sans preuve historique[36],[37]